# ماعز بري
الماعز البرّي أو البُزْل أو الوعل الفارسيّ أو البازِن (أو الثلاثة الأخيرة هي اسمٌ للنويع بازن) صنف مألوف من الماعز ينتشر من أوروبة إلى آسيا الصغرى وآسيا الوسطى بالإضافة إلى الشرق الأوسط. ويعتبر الماعز البرّي سلف الماعز المستأنس الذي تتحدر منه جميع السلالات الأليفة اليوم، حيث استؤنس منذ حوالي 9000 سنة ق.م في جنوب غرب آسيا وإيران.

## الوصف
يصل طول الماعز البري بما فيه الرأس والجسد إلى ما بين 1.2 إلى 1.6 أمتار، ويتراوح طول الذيل بين 15 إلى 20 سنتيمتر، ويتراوح ارتفاعها عند الكتفين بين 0.7 إلى متر واحد، وتزن ما بين 25 إلى 95 كيلوغرام. تمتلك هذه الحيوانات جسما وقوائم قويّة بالإضافة لحوافر كبيرة. تمتلك ذكور الماعز البري فراء أبيض ضارب إلى الفضي في الشتاء، وتكون الأقسام السفلى من الوجه سوداء أو بنية، ويمتد على طول الظهر خط أسود، كذلك هناك خط أخر يمتد من الكتفين حتى الصدر. وفي الصيف يصبح الفراء أقصر ويتحول لونه إلى الخمري الضارب إلى الرملي. أما الإناث فلونها مصفر ضارب إلى الرمادي طوال العام، كذلك تمتلك خطوطا سوداء قاتمة. يمتلك كلا الجنسين قرون، إلا أنها أكبر حجما عند الذكور. يتراوح طول قرون الإناث ما بين 20 إلى 30 سنتيمتر، وهي مقوسة بشكل بسيط ونحيفة. تمتلك الذكور قرونا ضخمة محنية نحو الخلف يصل طولها إلى 1.3 أمتار.

### العادات والتركيبة الاجتماعية
المواعز البريّة حيوانات تنشط خلال الغسق بشكل رئيسي، وتخصص أوائل فترة الصباح وأواخر فترة العصر للاقتيات، وفي موسم الجفاف لا تنشط سوى بالليل. يعيش الماعز في البريّة في قطعان يُمكن أن يصل عدد أفرادها إلى 500 رأس، لكن في العادة يتراوح عدد أفراد القطيع بين 5 إلى 25 فردا، أما الذكور منها فتعيش حياة منعزلة في قطان عازبة يتراوح عدد أفرادها بين 4 إلى 5 أفراد تُنشأ نظاما تراتبيّا فيما بينها. تمر الذكور بمرحلة تسمى بالدورة النزوية حيث تكون جاهزة للتزاوج، وخلال هذه المرحلة تقوم الذكور البالغة بطرد الذكور الأصغر سنا من القطعان التي ولدت فيها كي لا تشكل لها منافسة ولكي تتزاوج مع أمهاتها. تدوم فترة الحمل ما يقارب 170 يوما، وتلد العنزات (الإناث) جديا واحدا في العادة، إلا أن ولادة التوائم أمر يمكن حصوله، وتستطيع الصغار اللحاق بوالدتها مباشرة بعد الولادة. تفطم الجديان بعد 6 أشهر، وتبلغ الإناث النضوج الجنسي عند بلوغها ما بين 1.5 و 2.5 سنة بينما تبلغ الذكور عندما تصل إلى سنواتها الثالثة والنصف أو الرابعة. ويمكن أن يبلغ أمد حياة الماعز البرّي من 12 إلى 22 عاما.

## الانتشار والمسكن
كان الموطن الأصلي الكامل للماعز البري يشمل جميع مناطق آسيا الغربية، فكان يمتد من اليونان والأناضول عبر القوقاز وصولا إلى أفغانستان وباكستان، أي أنه كان يشمل الدول التالية: أفغانستان، أرمينيا، أذربيجان، بنغلاديش، قبرص، جورجيا، اليونان، الهند، فلسطين، إيران، العراق، إيطاليا، لبنان، عُمان، باكستان، روسيا، سلوفاكيا، سوريا، تركيا، تركمنستان. لا تزال المواعز البرية الأصلية تنتشر اليوم في اليونان وبعض جزر البحر المتوسط وعُمان، كما تم إعادة إدخالها إلى شمال إسرائيل. ينتشر الماعز البري في أنواع مختلفة من المساكن، بما فيها الجبال حتى ارتفاع 4200 متر عن سطح البحر، بالإضافة للصحارى والمناطق الغابوية.

## السلالات

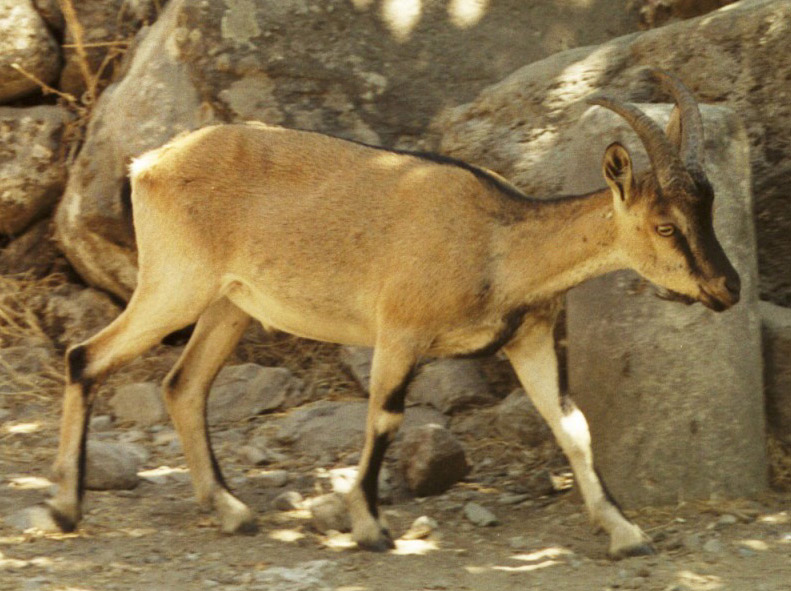
الماعز البري الكريتي، يُحتمل أنه سلالة غدت وحشية منذ آلاف السنين.

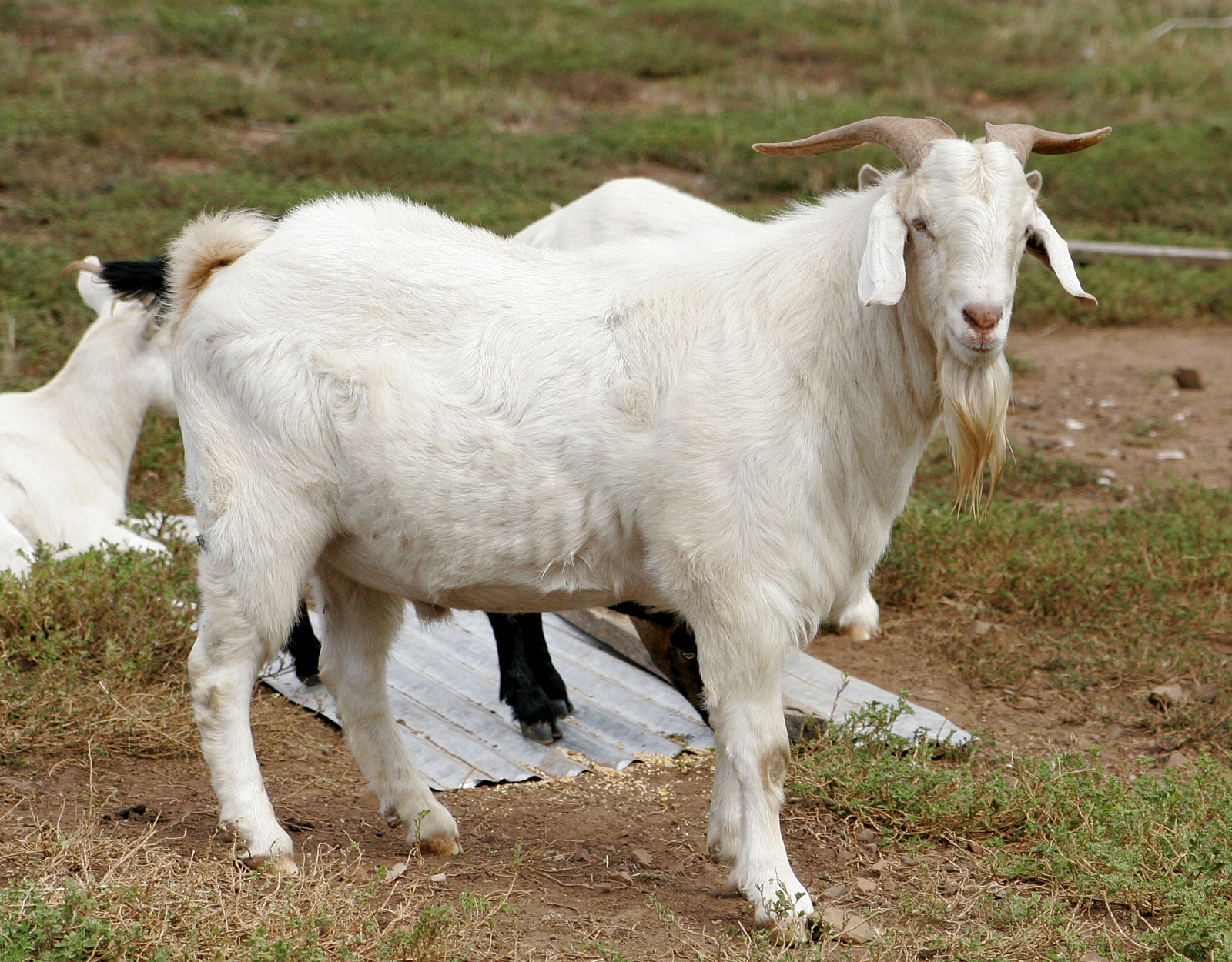
ماعز مستأنس من السلالة الإيرلنديّة.

كان كل من الماعز البري والماعز المستأنس يُصنفان على أنهما نوعان مستقلان، حيث حمل الأول الاسم العلمي "Capra hircus" والثاني "Capra aegagrus". إلا أنهما اليوم يُصنفان على أنهما نفس النوع، تحت الاسم العلمي: "Capra aegagrus"، وفقا للإتحاد العالمي للحفاظ على الطبيعة. قام العالمان «ويلسون» و«ريدر» في عام 2005 بتصنيف ستة سلالات من الماعز البري:
- السلالة الماعزيّة (Capra hircus aegagrus، الماعز المستأنس)، هي الشكل الداجن من الماعز البري، والمنتشر في جميع أنحاء العالم اليوم بهذه الصورة، وبالصورة الوحشيّة في بعض المناطق الأخرى.
- السلالة المواعزية (C. a. aegagrus، الماعز البري الشائع)، تنتشر من تركيا حتى أفغانستان.
- سلالة شيلتان (C. a. chialtanensis، ماعز شيلتان أو وعل شيلتان)، تعيش في باكستان، مهددة بدرجة قصوى، حيث لم يتبق منها إلا 500 رأس حاليّا. يُحتمل أن تكون هذه السلالة نتاج تهجين بين المارخور والماعز البري الشائع.
- السلالة الكريتيّة (C. a. cretica، الماعز الكريتي، الكريكري)، تنتشر في جزيرة كريت والجزر المجاورة.
- سلالة سبوراد (Capra aegagrus jourensis، ماعز سبوراد)، تنتشر في أرخبيل جزر سبوراد بين تركيا واليونان.
- سلالة كيكلادس (Capra aegagrus picta، ماعز كيكلادس)، توجد في جزر الكيكلادس باليونان.

لا يزال العلماء مختلفين حول مسألة تصنيف السلالات الثلاثة الأخيرة كسلالات مستقلة، إذ أن الأبحاث الوراثية والدراسات الأخيرة تفترض أنها مواعز ذات أصل مستأنس غدت وحشيّة منذ آلاف السنين. كذلك، فإن العلماء يختلفون أيضا حول مسألة تصنيف سلالاتين بريتين هما: سلالة السند (C. a. blythi، ماعز السند)، والسلالة التركمانية (C. a. turcmenica، الماعز التركماني أو الماعز الملتحي).

## اقرأ كذلك
- قائمة مزدوجات الأصابع حسب العدد